# O Pinto
O Pinto é um álbum de estúdio da banda Raça Pura. Lançado em 1999, foi certificado com disco de ouro por mais de cem mil cópias vendidas no Brasil.

## Vendas e certificações
| País          | Certificação | Vendas   |
| ------------- | ------------ | -------- |
| Brasil – ABPD | Ouro         | 100 000+ |